# Rahimah Fayaz
Rahimah Fayaz (nacida el 9 de abril de 1992) es una estudiante gujarati y cantante de Leicester singapuresa. Ella se hizo muy conocida después de su aparición en el Guji Idol, un concurso de canto difundida por televisión e inspirado en los demás programas de televisión como Operación Triunfo y American Idol. 

## Carrera
Durante su presentación en el Guji Idol, interpretó sus siguientes temas musicales como 'Guji Guji Kemcho Saru che Haru che', 'Unwritten Natasha Bedingfield', 'Do not Speak por No Doubt' y 'Breakaway de Kelly Clarkson'. Durante el show, tuvo la votación del público el 10 de agosto de 2006. Ella fue citada en una entrevisata cuando admitió de "cantar muy mal en su lengua materna". Aunque dejó su firma como recuerdo para los demás concursantes. 
Ella citó a sus cantantes favoritos como Amy Lee de Evanescence, The Cranberries, Alanis Morissette, Michelle Branch, Kelly Clarkson, Shakira, Linkin Park, Scorpions y Agnes Monica de Indonesia. Ella es conocida por su potente voz y su peinado.

## Vida personal
Rahima es la única finalista de Singapore Idol Season 2, con un rasgo compartido por los alumnos de este evento musical, como Daphne Khoo.
Rahima sacó del último episodio de "Wish Upon A Star", diciendo que ella quiere pasar más tiempo en los estudios de grabación para lanzar su álbum en solitario (que resultó ser un fracaso durante su lanzamiento a mediados del 2007). Ella también optó por no ser parte de la cuenta regresiva de VivoCity en el 2007, para celebrar del Año Nuevo.
Rahima tenía su nombre cambiado ligeramente (con la "h" extra fue eliminada) para evitar la confusión entre ella y de la cantante Rahima Rahim (que resulta ser su tía lejana).

## Créditos
- Singapore Idol
- Danielle (Suria TV)